# Masuma Esmati-Wardak
Masuma Esmati-Wardak, född 1930, var en afghansk politiker.
Hon var utbildningssminister 1990-1992. Hon tillhörde de första fem kvinnliga ministrarna i sitt land: efter henne blev ingen kvinna minister igen förrän Sima Samar efter talibanernas fall 2001.